# Вавожский район
Вавожский район (удм. Вавож ёрос) — административно-территориальная единица и муниципальное образование (муниципальный округ, в 2005—2021 гг. — муниципальный район) в Удмуртской Республике Российской Федерации.
Располагается в западной части республики. Образован 15 июля 1929 года.
Административный центр — село Вавож.

## География
Район расположен в западной части республики и граничит с Сюмсинским районом на севере, Увинским на востоке, Можгинским на юго-востоке, Кизнерским на юго-западе и Кировской областью на западе. Северная часть района расположена в Центрально-Удмуртской низменности, а южная — на Можгинской возвышенности. По территории района протекает множество рек, крупнейшие — Вала, Инга, Ува, Кылт.
Лесистость района 53,0 %, при средней по Удмуртии — 46,8 %.

## История
Район образован 15 июля 1929 года из 20 сельсоветов Вавожской и Большеучинской волостей Можгинского уезда.
26 марта 1939 года к Вавожскому району был присоединён Брызгаловский сельсовет Кильмезского района Кировской области.
27 ноября 1956 года к Вавожскому району была присоединена часть территории упразднённого Большеучинского района. 1 февраля 1963 года район был упразднён и его территория разделена между Можгинским и Увинским сельскими районами, но уже 12 января 1965 года Вавожский район восстановлен.
В рамках организации местного самоуправления с 2005 до 2021 гг. функционировал муниципальный район. Законом Удмуртской Республики от 26 апреля 2021 года муниципальный район и все входившие в его состав сельского поселения через их объединение были преобразованы в муниципальный округ Вавожский район.

## Население
| 1959    | 1970    | 1979    | 1989    | 2002    | 2009    | 2010    | 2011    | 2012    |
| ------- | ------- | ------- | ------- | ------- | ------- | ------- | ------- | ------- |
| 29 689  | ↘24 270 | ↘19 943 | ↘18 130 | ↘17 323 | ↘17 314 | ↘16 351 | ↘16 336 | ↘16 100 |
| 2013    | 2014    | 2015    | 2016    | 2017    | 2018    | 2019    | 2020    | 2021    |
| ↘15 916 | ↘15 761 | ↘15 661 | ↘15 568 | ↘15 478 | ↘15 274 | ↘15 096 | ↘14 888 | ↘13 995 |
| 2023    |         |         |         |         |         |         |         |         |
| ↘13 827 |         |         |         |         |         |         |         |         |

По данным переписи 2002 года на территории района проживало 17323 человека, переписи 2010 года — 16351 человек, между переписями население района сократилось на 5,94 %. Из общего населения района 35,57 % населения проживало в районном центре селе Вавож. Средняя плотность населения — 9,74 чел./км². Район занимает 16-е место по численности населения и 19-е место по плотности среди муниципальных районов Удмуртии. На 1 января 2013 года, из 69 населённых пунктов района 4 не имели постоянного населения.
В 2011 году рождаемость составила 17,9 ‰, смертность — 14,6 ‰, естественный прирост населения — 3,3 ‰, при среднем по Удмуртии — 1,0 ‰. Население района продолжает сокращаться за счёт миграционной убыли (разницы между числом выбывших и прибывших на территорию района), в 2011 году миграционная убыль населения составила 287 человек.

### Национальный состав
По результатам переписи 2002 года, среди населения района удмурты составляли 57,6 %, русские — 39,4 %. Вавожский район один из 16 сельских районов республики, где удмурты составляют большинство.

## Административное деление
В Вавожский район как административно-территориальную единицу входят 10 сельсоветов. Сельсоветы (сельские администрации) одноимённы образованным в их границах сельским поселениям.
В муниципальный район до 2021 года входили 10 муниципальных образований со статусом сельских поселений.
| №  | Сельское поселение  | Административный центр       | Количество населённых пунктов | Население | Площадь, км2 |
| -- | ------------------- | ---------------------------- | ----------------------------- | --------- | ------------ |
| 1  | Большеволковское    | деревня Большое Волково      | 4                             | ↗1028     | 80,60        |
| 2  | Брызгаловское       | село Брызгалово              | 10                            | ↘390      | 312,99       |
| 3  | Вавожское           | село Вавож                   | 5                             | ↘5757     | 123,04       |
| 4  | Водзимоньинское     | село Водзимонье              | 8                             | ↘1441     | 252,11       |
| 5  | Волипельгинское     | село Волипельга              | 12                            | ↘996      | 333,32       |
| 6  | Гурезь-Пудгинское   | деревня Большая Гурезь-Пудга | 13                            | ↗1421     | 240,95       |
| 7  | Зямбайгуртское      | деревня Зямбайгурт           | 2                             | ↘509      | 44,33        |
| 8  | Какможское          | село Какмож                  | 6                             | ↘1091     | 189,52       |
| 9  | Нюрдор-Котьинское   | село Нюрдор-Котья            | 1                             | ↗994      | 5,56         |
| 10 | Тыловыл-Пельгинское | село Тыловыл-Пельга          | 8                             | ↘368      | 96,57        |

### Населённые пункты
В Вавожский район входят 69 населённых пунктов.
| №  | Населённый пункт                    | Тип                          | Население | Сельское поселение  |
| -- | ----------------------------------- | ---------------------------- | --------- | ------------------- |
| 1  | Бармино                             | деревня                      | →0        | Гурезь-Пудгинское   |
| 2  | Березек                             | деревня                      | ↘199      | Большеволковское    |
| 3  | Берлуд                              | деревня                      | ↗6        | Тыловыл-Пельгинское |
| 4  | Большая Гурезь-Пудга                | деревня                      | ↘511      | Гурезь-Пудгинское   |
| 5  | Большая Докья                       | деревня                      | ↘14       | Гурезь-Пудгинское   |
| 6  | Большая Можга                       | деревня                      | ↘163      | Вавожское           |
| 7  | Большое Волково                     | деревня                      | ↘511      | Большеволковское    |
| 8  | Брызгалово                          | село                         | ↘306      | Брызгаловское       |
| 9  | Вавож                               | село, административный центр | ↘5542     | Вавожское           |
| 10 | Вавож                               | станция                      | →36       | Вавожское           |
| 11 | Валадор                             | деревня                      | ↗64       | Водзимоньинское     |
| 12 | Васькино                            | деревня                      | ↗4        | Гурезь-Пудгинское   |
| 13 | Вишур                               | деревня                      | ↘4        | Брызгаловское       |
| 14 | Водзимонье                          | село                         | ↘661      | Водзимоньинское     |
| 15 | Волипельга                          | село                         | ↘831      | Волипельгинское     |
| 16 | Гуляево                             | деревня                      | ↘89       | Водзимоньинское     |
| 17 | Гуляевская железнодорожная площадка | станция                      | ↘2        | Водзимоньинское     |
| 18 | Дубровка                            | деревня                      | ↘96       | Тыловыл-Пельгинское |
| 19 | Жуё-Можга                           | деревня                      | ↘164      | Вавожское           |
| 20 | Заря                                | деревня                      | ↘2        | Брызгаловское       |
| 21 | Зелёная Роща                        | деревня                      | →0        | Вавожское           |
| 22 | Зетловай                            | деревня                      | →15       | Брызгаловское       |
| 23 | Зяглуд-Какся                        | деревня                      | →311      | Гурезь-Пудгинское   |
| 24 | Зядлуд                              | деревня                      | ↘147      | Волипельгинское     |
| 25 | Зямбайгурт                          | деревня                      | ↗594      | Зямбайгуртское      |
| 26 | Иваново-Вознесенск                  | деревня                      | ↗117      | Тыловыл-Пельгинское |
| 27 | Инга                                | деревня                      | ↘39       | Какможское          |
| 28 | Какмож                              | село                         | ↘1439     | Какможское          |
| 29 | Какмож-Итчи                         | деревня                      | ↘45       | Какможское          |
| 30 | Каменный Ключ                       | село                         | ↘129      | Гурезь-Пудгинское   |
| 31 | Карсо                               | деревня                      | →28       | Волипельгинское     |
| 32 | Касихино                            | деревня                      | ↘7        | Волипельгинское     |
| 33 | Квачи                               | деревня                      | ↘6        | Брызгаловское       |
| 34 | Квашур                              | деревня                      | ↗10       | Брызгаловское       |
| 35 | Колногорово                         | деревня                      | →0        | Волипельгинское     |
| 36 | Косая Можга                         | деревня                      | ↗28       | Брызгаловское       |
| 37 | Котья                               | деревня                      | ↗81       | Волипельгинское     |
| 38 | Кочежгурт                           | деревня                      | →0        | Тыловыл-Пельгинское |
| 39 | Лыстем                              | деревня                      | ↗165      | Какможское          |
| 40 | Макарово                            | деревня                      | ↘279      | Большеволковское    |
| 41 | Малиновка                           | деревня                      | ↘19       | Гурезь-Пудгинское   |
| 42 | Малый Зяглуд                        | деревня                      | ↗60       | Гурезь-Пудгинское   |
| 43 | Мокрецово                           | деревня                      | ↗2        | Водзимоньинское     |
| 44 | Монья                               | деревня                      | ↘225      | Брызгаловское       |
| 45 | Нардомас                            | деревня                      | ↘18       | Брызгаловское       |
| 46 | Нижний Юсь                          | деревня                      | ↘2        | Какможское          |
| 47 | Новая Бия                           | деревня                      | ↗603      | Водзимоньинское     |
| 48 | Новое Водзимонье                    | деревня                      | ↘8        | Водзимоньинское     |
| 49 | Новотроицкий                        | деревня                      | →39       | Тыловыл-Пельгинское |
| 50 | Новые Какси                         | деревня                      | ↗48       | Волипельгинское     |
| 51 | Нюрдор-Котья                        | село                         | ↗994      | Нюрдор-Котьинское   |
| 52 | Нюрпод                              | деревня                      | ↗1        | Волипельгинское     |
| 53 | Ожги                                | деревня                      | ↘189      | Волипельгинское     |
| 54 | Октябрьский                         | деревня                      | ↘13       | Какможское          |
| 55 | Пужмоил                             | деревня                      | ↗23       | Гурезь-Пудгинское   |
| 56 | Русская Изопельга                   | деревня                      | ↗2        | Тыловыл-Пельгинское |
| 57 | Слудка                              | деревня                      | ↘34       | Волипельгинское     |
| 58 | Старая Бия                          | деревня                      | →35       | Зямбайгуртское      |
| 59 | Старое Жуё                          | деревня                      | ↗52       | Тыловыл-Пельгинское |
| 60 | Сэръя                               | деревня                      | ↘6        | Гурезь-Пудгинское   |
| 61 | Тушмо                               | деревня                      | →33       | Волипельгинское     |
| 62 | Тыловыл-Пельга                      | село                         | ↗246      | Тыловыл-Пельгинское |
| 63 | Уе-Докья                            | деревня                      | ↘216      | Гурезь-Пудгинское   |
| 64 | Холодный Ключ                       | деревня                      | ↗1        | Волипельгинское     |
| 65 | Чемошур-Докья                       | деревня                      | ↘13       | Большеволковское    |
| 66 | Четкерь                             | деревня                      | ↘18       | Гурезь-Пудгинское   |
| 67 | Чудзялуд                            | деревня                      | ↗90       | Водзимоньинское     |
| 68 | Южно-Какможский                     | деревня                      | ↘67       | Брызгаловское       |
| 69 | Яголуд                              | деревня                      | ↘181      | Гурезь-Пудгинское   |

Упразднённые населённые пункты
- 2004 год — посёлки Гуляевский дом отдыха и Гуляевское лесничество; деревня Среднее Волково[39].

## Местное самоуправление
Государственная власть в районе осуществляется на основании Устава, структуру органов местного самоуправления муниципального района составляют:
Районный Совет депутатов — представительный орган муниципального района, в составе 28 депутатов, избирается каждые 5 лет.
Главы района
- Олег Павлович Овчинников

Председатели Совета депутатов
- c 2024 года — Александр Александрович Шишкин

Символика района
Официальными символами муниципального района являются герб и флаг, отражающие исторические, культурные, национальные и иные местные традиции и особенности.
Бюджет района
Исполнение консолидированного бюджета района за 2009 год:
- Доходы — 392,4 миллионов рублей, в том числе собственные доходы — 28,1 миллионов рублей (7,2 % доходов).
- Расходы — 395,4 миллионов рублей. Основные статьи расходов: ЖКХ — 9,2 миллионов рублей, образование — 184,1 миллионов рублей, культура — 22,8 миллионов рублей, здравоохранение — 101,8 миллионов рублей, социальная политика — 17,3 миллионов рублей.

## Социальная инфраструктура
Система образования представлена 17 школами, 16 детскими садами и 3 учреждениями дополнительного образования. Медицинскую помощь населению оказывают центральная районная больница, участковая больница в селе Какмож и 22 фельдшерско-акушерских пункта. Также в районе действуют 23 дома культуры и сельских клуба, 16 библиотек, краеведческий музей и дом-музей Кузебая Герда.

## Экономика

### Сельское хозяйство
В районе расположены крупные сельскохозяйственные предприятия, занимающиеся полеводством и растениеводством. В 2008 году труженики сельхозпредприятий собрали около 2/5 всего урожая картофеля в Удмуртии.

### Транспорт
По территории района проходит железная дорога, на которой в пределах района расположено 4 станции и остановочных пунктов.

## Люди, связанные с районом
- Кузебай Герд — удмуртский поэт, уроженец деревни Большая Докья.
- Евдокимов Григорий Петрович — Герой Советского Союза, уроженец деревни Русские Ожги.
- Кривокорытов Павел Тимофеевич — Герой Советского Союза.
- Семакин Афанасий Иванович — Герой Советского Союза.
- Лямин Василий Фёдорович — Герой Социалистического Труда.